# Duiúnov
Duiúnov (en rus: Дуюнов) és un poble (un khútor) de l'óblast d'Astracan, a Rússia, segons el cens del 2010 tenia 7 habitants.